# Vojtěch Benda (generál)
Vojtěch šlechtic Benda (německy Adalbert Edler von Benda) (22. června 1852 Praha – 24. května 1923 Vídeň) byl rakousko-uherský generál českého původu. Do c. k. armády vstoupil v roce 1874 a sloužil u různých posádek v celé monarchii, uplatnil se především jako důstojník dělostřelectva. V letech 1907–1912 byl velitelem pevnosti v Krakově a poté do konce první světové války zastával funkci generálního inspektora pevnostního dělostřelectva (1912–1918). V armádě dosáhl druhé nejvyšší hodnosti polního zbrojmistra (1911) a v roce 1917 byl povýšen do šlechtického stavu. Po rozpuštění rakousko-uherské armády mu jako českému rodákovi byla přiznána hodnost generála ve výslužbě v československé armádě (1919).

## Životopis

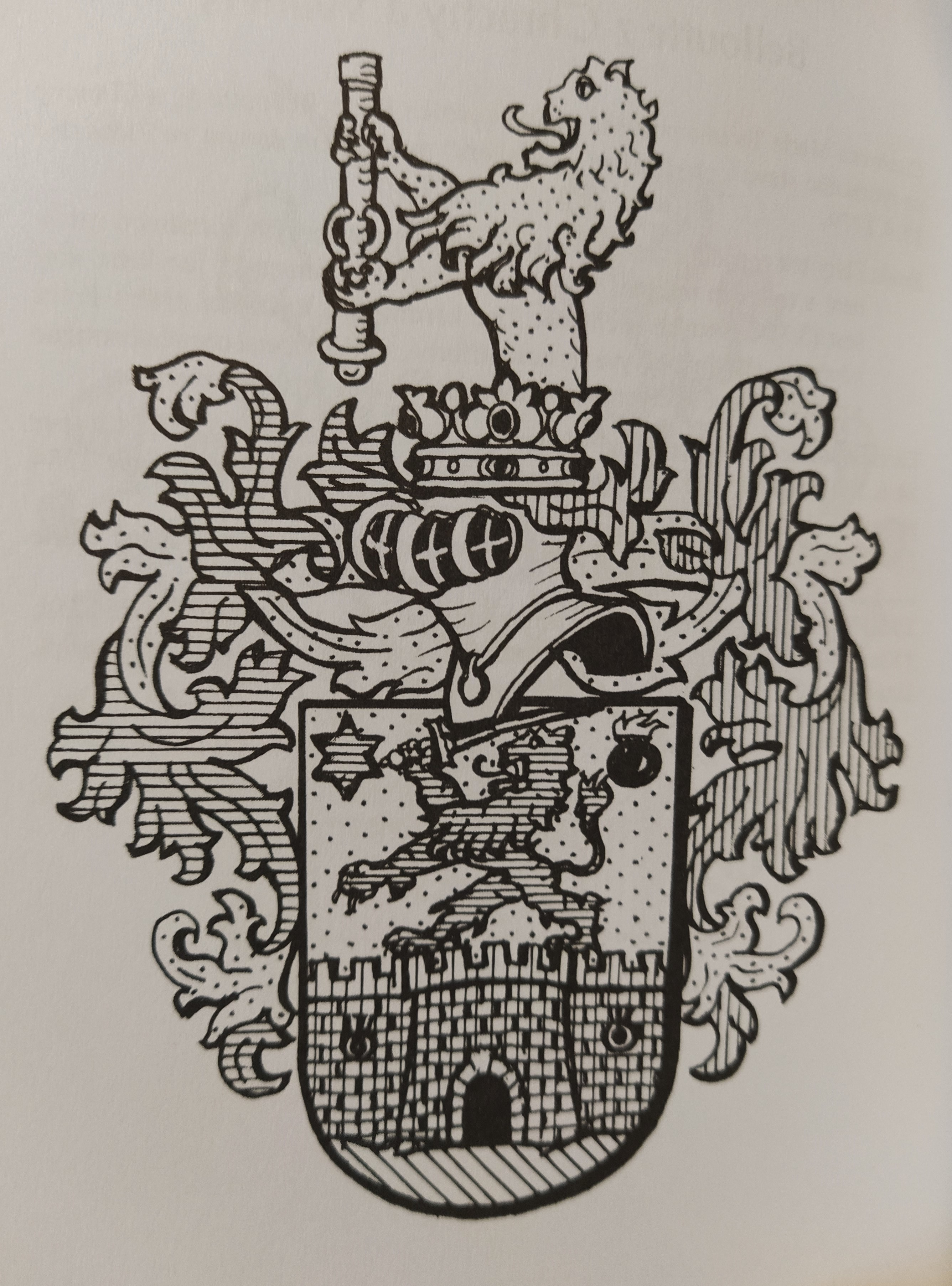
Erb Vojtěcha Bendy (1917)

Pocházel z Prahy, první vojenskou průpravu získal v kadetní škole Brucku a na jezdecké škole v Hranicích, v letech 1870–1874 studoval na Technické vojenské akademii ve Vídni a v roce 1874 vstoupil do armády v hodnosti poručíka u dělostřelectva. Později si doplnil vzdělání na Válečné škole (K.u.k. Kriegschule) ve Vídni (1877–1879), v roce 1879 byl povýšen na nadporučíka a byl zařazen do důstojnického sboru generálního štábu. V roce 1883 byl jmenován kapitánem a jako štábní důstojník sloužil mimo jiné v Josefově, dále vystřídal posádky v Klagenfurtu, Sibiu, Krakově a Přemyšlu. V hodnosti majora (1891) byl pak šéfem štábu pěší divize v Temešváru. Zde zůstal i jako podplukovník (1893) a v hodnosti plukovníka (1896) se stal velitelem dělostřelectva u pluku č. 28 v Přemyšlu, později velel dělostřeleckému pluku č. 2 ve Vídni.
V roce 1902 byl povýšen na generálmajora a převzal velení dělostřelecké brigády u 6. armádního sboru v Košicích. V roce 1907 získal hodnost polního podmaršála a následujících pět let byl velitelem pevnosti v Krakově (1907–1912). Od roku 1912 byl generálním inspektorem pevnostního dělostřelecta, respektive zástupcem dělostřeleckého generálního inspektora arcivévody Leopolda Salvatora. Mezitím v roce 1911 získal čestnou hodnost polního zbrojmistra, která mu byla za první světové války potvrzena pro aktivní službu. Na frontu povolán nebyl, ale od roku 1914 velel námořní dopravě na Dunaji v prostoru Rakouska a Uher, souběžně nadále zůstával ve funkci generálního inspektora pevnostního dělostřelectva, kterou vykonával až do roku 1918. K datu 1. ledna 1919 byl penzionován a dožil v soukromí ve Vídni. V roce 1919 mu byla přiznána hodnost generála III. třídy ve výslužbě v československé armádě s nárokem na penzi. Zemřel po krátké nemoci ve Vídni 24. května 1923 ve věku sedmdesáti let.

## Tituly a ocenění
Během vojenské služby obdržal řadu ocenění. Byl nositelem Řádu železné koruny III. třídy (1899) a rytířem Leopoldova řádu (1908), dále byl držitelem Vojenského záslužného kříže, Jubilejní pamětní medaile a Vojenského jubilejního kříže. V roce 1914 byl dekorován velkokřížem Řádu Františka Josefa, za první světové války získal Vyznamenání za zásluhy o Červený kříž a nakonec v roce 1915 obdržel Řád železné koruny I. třídy s válečnou dekorací. V zahraničí byl nositelem perského Řádu slunce a lva II. třídy (1900). V roce 1916 byl jmenován c. k. tajným radou s nárokem na oslovení Excelence a v roce 1917 byl povýšen do šlechtického stavu (Edler von Benda).
V oboru dělostřelectva se uplatnil také jako spisovatel a byl autorem odborné práce Werk der Artillerie (Vídeň, 1919).
V roce 1885 se ve Vídni oženil s Rosinou, rozenou Krapkovou. Jejich syn Vojtěch Robert (1886–1950) vystudoval filozofii a byl spisovatelem.